# General Zuazua
General Zuazua es una ciudad ubicada al norte del estado mexicano de Nuevo León. Es famoso por su rodeo y sus empalmes; colinda con los municipios de Salinas Victoria, Apodaca, General Escobedo, Marín, Pesquería, Higueras y Ciénega de Flores. Se integró a la zona metropolitana de Monterrey a partir del año 2014 debido a su crecimiento poblacional.

## Historia
Durante la Guerra de Reforma y con la presencia de Benito Juárez cerca de Monterrey, el 2 de marzo de 1863, por decreto del gobernador Santiago Vidaurri, se erige en municipio con el nombre de Villa del General Zuazua, en honor al general Juan Zuazua, héroe de la Reforma y la intervención estadounidense.
Juan Zuaza se hizo famoso con el mote de "General de Generales", mismo que participó en la defensa de Monterrey con el grado de capitán bajo las órdenes del general Urrea, quien había ordenado la evacuación de las haciendas del Carrizal y Santa Elena, jurisdicción de Marín, quedando incendiada su casa consistorial, el pueblo devastado y las haciendas abandonadas, incluyendo Zuazua.
En 1840, se libra una batalla entre los comanches y las fuerzas armadas del general Mariano Arista, quienes finalmente ganaron. La tropa permaneció en la hacienda San Pedro después de la batalla. El 2 de marzo de 1863 el Congreso del Estado, expidió el decreto número 12 del mismo mes, por el entonces gobernador del estado, don Santiago Vidaurri.
En 1875 fue edificado el Templo de Santa Elena, que se restauró en 1952 al perder gran parte de su construcción dañada por los estragos del huracán Beulah (1967) y en 1979 se remodeló, devolviéndole su configuración original.

## Leyendas
A mediados del siglo XIX, las luchas contra los indios bárbaros desolaban la región. En medio de una tolvanera apareció un viejito de grandes orejas, quien le enseñó a las mujeres a hacer una especie de cecina, pero de calabaza, con la cual lograron subsistir los pobladores en esos difíciles días.
El viejito desapareció en otra tolvanera y, en honor suyo, a las cecinas de calabaza se les llamó orejones y dicen que su espíritu se aparece hoy día en Real de Palmas, reclamando su receta. Leyenda en la parte ancestral, Juan Bautista Chapa enlista una tribu de indios orejones en el área del arroyo del Carrizalejo.

## Leyendas urbanas
También se cuenta que en algunos sectores cercanos a la carretera de Zuazua incluyendo el sector Rincón de la montaña en la colonia Real de Palmas, donde cuentan los vecinos que algunos han tenido experiencias paranormales con espíritus que rondan por las calles del sector y de otros que han visto sombras de mujeres y niños dentro de alguna vivienda que hoy en día 2016 permanecen abandonadas, o casas que los dueños no frecuentan por lo cual a muchos de ellos les parece extraño y para la mayor parte de la gente que ya tienen tiempo viviendo en sus domicilios ya no les parece nada extraño presenciar a esas almas que en alguna época padecieron en esos terrenos.

## Medio físico
Sus límites son al norte con Ciénega de Flores, al sur con Apodaca y Pesquería , al este con Higueras y Marín y al oeste con Salinas Victoria. El municipio cuenta con una superficie total de 124 kilómetros cuadrados.
Orografía
General Zuazua se encuentra en la zona de colindancia de las regiones de la Sierra Madre Oriental y la Llanura Costera del Golfo Norte, específicamente en la subprovincia "Llanuras y Lomeríos" de esta última.
No cuenta con montañas altas, pero está repleto de lomas, como son la loma del Doctor, La Cruz, Las Vírgenes, Los Molinos, Las Carreras, Las Cruces en donde se encuentran las colindancias de los municipios de Marín, Zuazua e Higueras. El punto más alto se encuentra a 800 m s. n. m. en la Sierra Higueras, ubicada en los límites con el municipio del mismo nombre. A sus alrededores es posible divisar varias cordilleras como lo son la Sierra Madre Oriental, el Cerro de la Silla, El Fraile y San Miguel, Gomas, Milpillas, Minas Viejas, Las Mitras, Papagayos, Picachos, la Sierra Enmedio y el Topo Chico.
Hidrografía
Entre los ríos más importantes del estado se encuentran el Río Salinas que cruza a General Zuazua de oeste a este; detrás del casco municipal hay un manantial que produce 20 litros de agua por segundo también cuenta con 4 grandes pozos que proveen agua al municipio, como es la presa de la Providencia, presa San Pedro. Acequias: El Nopal, La Providencia y Las Flores.
En el municipio también se encuentran una serie de humedales que se han vuelto el hogar de especies de aves que ya son muy difíciles de encontrar en el estado, esto gracias a los tulares que crecen en sus orillas, un ejemplo de estos es el humedal "El Alto del Borrego", el cual se encuentra donde estaba el antiguo rancho del mismo nombre y cuyo terreno ahora está ocupado por el fraccionamiento Valle de Santa Elena.
Clima
El clima en el municipio es extremoso seco, tanto en invierno como en verano, se presentan temperaturas máximas de 42 °C y una mínima de 4 °C los meses más calurosos son junio, julio y agosto, el régimen de lluvias se presenta en agosto y septiembre la dirección de los vientos en general, es de sur a este en verano y de norte a este en invierno.
Flora
La flora de General Zuazua se compone de especies características de los ecosistemas de matorral submontano y matorral espinoso tamaulipeco con especies como el mezquite dulce (Prosopis glandulosa), el chaparro prieto (Vachelia rigidula), el ébano (Ebenopsis ebano), la palma pita (Yucca filifera), la anacahuita (Cordia bossieri), el cenizo (Leucophyllum frutescens), y el limoncillo (Thymophylla pentachaeta), por mencionar algunas. En las zonas más altas, se pueden encontrar magueyes (Agave sp.) y así como algunos tulares (Typha domingensis) en varios de los humedales que hay en el municipio.
Fauna
En General Zuazua se puede encontrar una gran diversidad de especies, especialmente de aves como el caracara quebrantahuesos (Caracara plancus), el aguililla cola blanca (Geranoaetus albicaudatus), el halcón peregrino (Falco peregrinus), la chara verde (Cyanocorax yncas), el correcaminos norteño (Geoccocyx californianus), el pato mexicano (Anas diazi), el pato tepalcate (Oxyura jamaicensis), el martin pescador de collar (Megaceryle torquata), la codorniz cotui (Colinus virginianus), el guajolote norteño (Meleagris gallopavo), el tecolote del este (Megascops asio), por mencionar algunos.
En cuanto a mamíferos encontramos a especies como el coyote (Canis latrans), el pecarí de collar (Peccary tajacu), el lince rojo (Lynx rufus), la ardilla de Nuevo León (Sciurus alleni), la ardilla zorra texana (Sciurus niger limitis), la ardilla de tierra del Río Bravo (Ictidomys parvidens), el castor americano (Castor canadensis), el oso negro (Ursus americanus), la zorra gris (Urocyon cineroargenteus), el cacomixtle norteño (Bassariscus astutus), el armadillo mexicano (Dasypus mexicanus), entre otros.
Entre la herpetofauna de General Zuazua están reptiles como la tortuga texana (Gopherus berlandieri), la cascabel adiamantada occidental (Crotalus atrox), el lagarto cornudo texano (Phrynosoma cornutum), la tortuga de concha blanda (Apalone spinifera emoryi), la lagartija espinoza azul (Sceloporus cyanogenys), culebra suelera semianillada (Sonora semiannulata), la escombrera manchada (Leptodeira septentrionalis) y la culebrilla ciega texana (Rena dulcis). De anfibios se pueden observar el sapo gigante (Rhinella horribilis), la rana leopardo (Lithobates berlandieri), sapo de boca angosta oliváceo (Gastrophryne olivacea), sapo nebuloso (Incilius nebulifer), sapo texano (Anaxyrus speciosus), sapo cavador (Scaphiopus couchii), y demás.